# Hélesmes
Hélesmes é uma comuna francesa na região administrativa de Altos da França, no departamento de Nord. Estende-se por uma área de 7,36 km². Em 2010 a comuna tinha 1 997 habitantes (densidade: 271,3 hab./km²).